# Karin Koch
Karin Koch ist eine Schweizer Filmproduzentin.

## Leben
Karin Koch widmete sich zuerst der Organisation von kulturellen Anlässen und Konzerten in und um Zürich, dann dem Aufbau des internationalen Musiklabels RecRec Music. Danach übernahm sie die Geschäftsleitung des Videoladens Zürich und verantwortete dort die Produktionsleitung für etliche Film- und Videoproduktionen.
Karin Koch ist Teilhaberin der Produktionsfirma Dschoint Ventschr mit Sitz in Zürich, die sie seit 1994 gemeinsam mit den Filmemachern Werner Schweizer und Samir führt. Sie ist Absolventin des Drehbuchentwicklungs-Seminars «Step by Step» (1998) und der europäischen Produzentenweiterbildung EAVE (European Audiovisual Entrepreneurs, EAVE Producers Workshop) (1999).
Karin Koch hat 30 lange Dokumentar- und Spielfilme produziert, sowohl Schweizer Produktionen als auch internationale Co-Produktionen (Stand 2020). Schweizer Regisseurinnen wie Sabine Boss und Sabine Gisiger haben wiederholt mit ihr zusammengearbeitet. Von ihr produzierte und co-produzierte Filme wurden u. a. an der Berlinale, dem Locarno Festival, IDFA, Hot Docs Toronto und weiteren Filmfestivals gezeigt.
Nebst ihrer Tätigkeit als Produzentin ist sie Co-Leiterin des Praxisfelds «Creative Producing» im Master of Arts in Film an der Zürcher Hochschule der Künste (ZHDK).
Koch ist mit dem Journalisten und Moderator Daniel Hitzig verheiratet.

## Filmografie
- 2000: Do It, Regie: Sabine Gisiger, Marcel Zwingli
- 2002: Forget Baghdad, Regie: Samir
- 2002: A.K.A. Birdseye, Regie: Mike Huber, Stephen Beckner
- 2003: Little Girl Blue, Regie: Anna Luif
- 2004: Zwischensprach, Regie: Samir
- 2005: Gambit
- 2005: Tod eines Keilers (Der Keiler)
- 2006: Schönes Wochenende, Regie: Petra Volpe
- 2006: Nachbeben, Regie: Stina Werenfels
- 2007: Lost In Liberia, Regie: Luzia Schmid
- 2007: Kein Zurück – Studers neuster Fall, Regie: Sabine Boss
- 2007: Bhüet di Gott, Regie: Marcel Zwingli
- 2007: La Reina del Condón, Regie: Silvana Ceschi, Reto Stamm
- 2008: Eine bärenstarke Liebe, Regie: Mike Eschmann
- 2008: Ya Sharr Mout, Regie: Sabine Gisiger
- 2010: Satte Farben vor Schwarz, Regie: Sophie Heldman
- 2011: Mord hinterm Vorhang, Regie: Sabine Boss
- 2011: Silberwald, Regie: Christine Repond
- 2012: Puppe, Regie: Sebastian Kutzli
- 2013: Die schwarzen Brüder, Regie: Xavier Koller
- 2014: 2 Francos 40 Pesetas, Regie: Carlos Iglesias
- 2015: Das dunkle Gen, Regie: Miriam Jakobs, Gerhard Schick
- 2015: Polder, Regie: Samuel Schwarz, Julian M. Grünthal
- 2015: Dora oder die sexuellen Neurosen unserer Eltern
- 2015: Verdacht, Regie: Sabine Boss
- 2016: Stille Reserven, Regie: Valentin Hitz
- 2017: Willkommen in der Schweiz, Regie: Sabine Gisiger
- 2017: Vakuum, Regie: Christine Repond
- 2019: Das Forum, Regie: Marcus Vetter
- 2019: Shalom Allah, Regie: David Vogel
- 2020: Der Ast, auf dem ich sitze, Regie: Luzia Schmid
- 2021: Pushing Boundaries, Regie: Lesia Kordonets
- 2021: Dida, Regie: Corina Schwingruber Ilic, Nikola Ilic
- 2023: The Mies van der Rohes, Regie: Sabine Gisiger